# Тридевятое царство
Тридевятое царство (тридесятое царство, тридевятое государство, тридесятое государство) — «иная» или «небывалая» страна русских народных сказок, в которую попадает герой, отделённая от обычного мира непроходимым дремучим лесом, пропастью, морем или иным препятствием.
В этой далёкой земле царит гордая и властная царевна, обитают змей, Жар-птица, кони златогривые, растут молодильные яблоки, текут источники с живой и мёртвой водой. Иногда это царство расположено под землёй, но может располагаться и на горе или под водой. Жар-птица имеет золотую окраску. Эта особенность, как и её золотая клетка связана с тем, что птица прилетает из другого, «тридесятого царства», откуда происходит всё, окрашенное в золотой цвет. Герой приходит в эту страну за похищенной красавицей, за диковинками, молодильными яблоками и живущей и целющей водой, которые дают вечную юность и здоровье.
По мнению фольклористов, в том числе и В. Я. Проппа, тридевятое царство связано с представлениями славян о потустороннем, загробном мире как стране изобилия, в которой человек желает получить то, чего ему не хватает в земной жизни. Чаще всего целью путешествия героя в тридевятое царство является добывание или возвращение себе невесты. На своём пути герой сказки практически всегда встречает препятствие в виде «тёмного, дремучего» леса, который символизирует собой границу между реальным и потусторонним миром. В лесу во многих сказках встречается избушка на курьих ножках, символизирующая вход в иной мир. «В том лесу стоит избушка на курячьих ножках, на бараньих рожках, когда надо — повёртывается». Иногда «тридевятое царство, тридесятое государство» отделено от привычного мира огненной рекой с мостом, морем или пропастью.
По мнению некоторых исследователей, путешествие героя в далёкое Тридевятое царство и его последующее возвращение-воскрешение, в ходе которого он приобретает различные блага (молодильные яблоки, невесту, коня) — является своеобразной инициацией, уходящей своими корнями в древние представления о загробной жизни.
В. В. Иванов и В. Н. Топоров писали, что в рамках системы мифологических содержательных бинарных оппозиций «свой дом» — «тридевятое царство» русских сказок отражает противопоставление «близкий — далёкий», которое указывает на структуру пространства (по горизонтали) и времени.
Существует ошибочное мнение, развитое лингвистами, что слово «Тридевятое» произошло от девятеричной (троичной) системы счисления: в старину считали по тройкам, отсюда тридевять (три раза по девять) — двадцать семь, тридесять — тридцать. Однако этому не существует подтверждений, так же как не существует аналогичных построений от «двудевяти» до «девятидевяти». Поэтому, хотя это слово и имеет все признаки числительного, но таковым оно не является, представляя собой фольклорное новообразование.

## В современной культуре
- Вовка в Тридевятом царстве
- В тридевятом царстве…

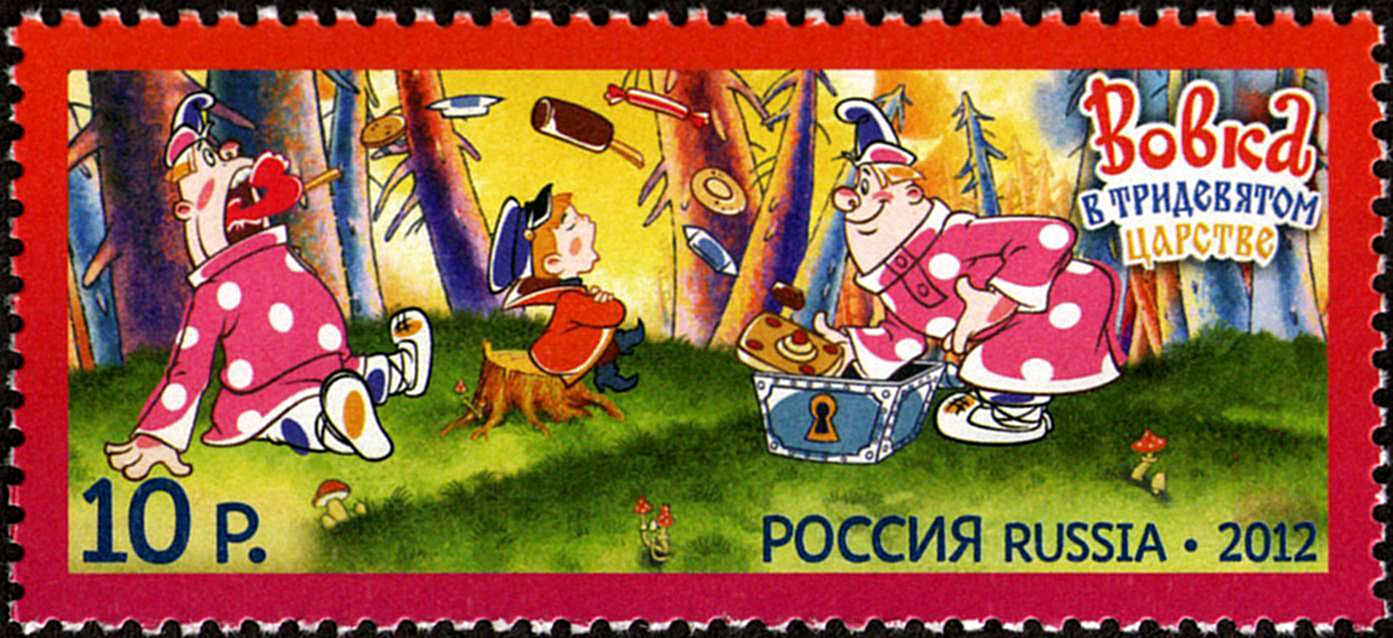
«Вовка в Тридевятом царстве». 1965. Почтовая марка, Россия, 2012.

- Иван Царевич и Серый волк (серия мультфильмов) — действие разворачивается в Тридевятом царстве.